# Растеряев, Спиридон Иванович
Спиридон Иванович Растеряев (26 ноября (9) декабря 1885 года — 1 мая 1919) — донской казак, Георгиевский кавалер, командир 12-го Каменского казачьего полка Донской армии.

## Биография
Родился 9 декабря 1885 года. Происходил из казачьей семьи Каменской станицы. Старший брат Терентия Ивановича Растеряева, впоследствии — офицера Донской армии.
Окончил Донецкое (Каменское) окружное училище и Новочеркасское юнкерское училище (по 2-му разряду).
Произведён в хорунжие 2 августа 1907 года со старшинством с 14 июня 1907 года и зачислением в 9-й Донской казачий полк. По состоянию на 1907 год — холост. Впоследствии женился на новочеркасской дворянке. Имел собственный дом в станице Каменской.
В чине сотника 11-го Донского казачьего полка — с 5 октября 1911 года со старшинством с 14 июля 1911 года.
Участник Первой мировой войны. Произведён в подъесаулы 11 сентября 1915 года со старшинством с 14 июня 1915 года. Есаул 11-го Донского казачьего полка с 30 октября 1917 года со старшинством с 12 февраля 1917 года. Был ранен, находился на излечении в Ростове-на-Дону.
Участник Гражданской войны в России в рядах Донской армии. За отличия был произведён в войсковые старшины и полковники. Назначен командиром 12-го Каменского полка Донской армии.
Исключён из списков 28 марта 1919 года, как взятый в плен красноармейцами. В тот день полковник Спиридон Иванович Растеряев в боях в родном юрту был ранен и пленён красными. Подвергся пыткам и был расстрелян 1 мая 1919 года. Труп был сброшен в балку в окрестностях хутора Малая Каменка. Впоследствии был найден местными казаками, отпет и погребён на хуторском кладбище 16 мая 1919 года. Точное место захоронения неизвестно.

## Награды
- Награждён золотым Георгиевским оружием (24 января 1917; подъесаул, 11-й Донской казачий полк — «за то, что будучи в чине сотника, в бою 2 июля 1915 г. у местечка Олешице, командуя сотней, лично ободряя своих людей, под сильным ружейным и пулеметным огнём противника, в конном строю изрубил около 2-х рот германского полка, расположенных в трех последовательных рядах окопов»).[2]
- Также награждён орденами Св. Анны 4-й степени в оружии с надписью «за храбрость» (2 января 1915, по другим сведениям — 23 декабря 1914); Св. Станислава 3-й степени с мечами и бантом (25 февраля 1915); Св. Анны 3-й степени с мечами и бантом (23 мая 1915); Св. Анны 2-й степени с мечами (17 августа 1916).